# Nikolaj Michajlow (Fußballspieler)
Nikolaj Borislawow Michajlow (bulgarisch Николай Бориславов Михайлов, wiss. Transliteration Nikolaj Borislavov Michajlov; * 28. Juni 1988 in Sofia) ist ein bulgarischer Fußballspieler und Sohn von Borislaw Michajlow, dem ehemaligen Nationaltorwart Bulgariens.

## Karriere

### Verein
Michajlow begann 1998 in der Nachwuchsabteilung beim bulgarischen Verein Lewski Sofia. 2004 rückte er das erste Mal in den Profikader. Zwischen 2004 und 2007 machte er 44 Spiele für die Profimannschaft Lewski Sofias. Nach Ende der Saison 2005/06 und 2006/07 erkämpfte er sich mit seinem Team jeweils die bulgarische Meisterschaft. 2007 wurde mit dem Pokalsieg das Double perfekt gemacht. Schon 2005 konnte Michajlow mit seiner Mannschaft den Pokal gewinnen. Im Juni 2007 stand er kurz vor der Unterschrift beim AC Florenz, entschied sich aber ein Angebot des FC Liverpool anzunehmen. Am 14. Juli 2007 unterschrieb Michajlow dann bis 2010 beim FC Liverpool. In seiner ersten Saison bei Liverpool war er kurzzeitig dritter Torhüter Liverpools, hinter Pepe Reina und Charles Itandje. Bald darauf verlieh ihn der FC Liverpool noch im Sommer 2007 an den FC Twente, um ihn dort Erfahrung sammeln zu lassen. Der Leihvertrag des Jungspielers galt bis 2010. Bei Twente war er zweiter Torwart hinter Sander Boschker.
Nachdem Michajlow 2007/08 noch zu keinem Einsatz für Twente gekommen war, machte er sein offizielles Debüt für die Niederländer am 27. August 2008 im Champions-League-Qualifikationsspiel gegen den FC Arsenal. Am 30. August 2008 absolvierte er sein erstes Ligaspiel für Twente, in der Partie gegen Roda JC. Nach der Spielzeit 2008/09 wurde er mit seinem Leihteam hinter dem AZ Alkmaar niederländischer Vizemeister. Im Pokal scheiterte das Team im Finale am SC Heerenveen im Elfmeterschießen. Michajlow kam dabei allerdings nicht zum Einsatz.
Am 5. Februar 2010 wechselte Michajlow fest zum FC Twente. Der Bulgare unterschrieb einen Vertrag bis Juni 2013. In der Saison 2010/11 löste er unter Trainer Michel Preud’homme Stammtorhüter Boschker als Nummer ein ab und stand in 31 Ligaspielen sowie in zehn der zwölf Champions- und Europa-League-Begegnungen im Tor. Im August 2013 wechselte er in die Serie A zu Hellas Verona.
Im Sommer 2014 wechselte er in die türkische Süper Lig zu Mersin İdman Yurdu. Im Dezember 2015 verließ er diesen Verein vorzeitig, kehrte aber zur Saison 2016/17 wieder zurück.

### Nationalmannschaft
Michajlow ist seit 2005 Stammtorwart der bulgarischen U-21-Nationalmannschaft. Er spielte bisher für die U-21-Mannschaft 14 Spiele und schoss dabei ein Tor. Für die bulgarische A-Nationalmannschaft debütierte er 2006 gegen Schottland, das Spiel wurde 1:5 verloren. Dann stand er zwei Spiele in der Weltmeisterschaft Qualifikation 2010 zwischen den Pfosten. Bei der Europameisterschaft Qualifikation 2012 ist er momentan die Nummer eins im Tor und absolvierte bislang alle Spiele.

## Erfolge
- Bulgarischer Meister mit Lewski Sofia: 2006, 2007
- Bulgarischer Pokalsieger mit Lewski Sofia: 2005, 2007
- Bulgarischer Supercup mit Lewski Sofia: 2005
- Fußballer des Jahres in Bulgarien: 2011
- Niederländischer Meister mit Twente Enschede: 2009/10
- Niederländischer Pokalsieger mit dem Twente Enschede: 2011
- Niederländischer Superpokalsieger: 2010
- Niederländischer Vizemeister: 2011